# Daouda Diakité (Fußballspieler, 1983)
Daouda Diakité (* 30. März 1983 in Ouagadougou) ist ein ehemaliger burkinischer Fußballspieler.

## Verein
Diakité begann seine Karriere bei Planète Champion und Étoile Filante in der burkinischen Hauptstadt Ouagadougou und wechselte von letzterem 2005 zu El Mokawloon SC nach Ägypten. 2011 ging er weiter zu den belgischen Vereinen KV Turnhout und später Lierse SK. Ab 2013 war er wieder bei diversen Vereinen in Afrika aktiv und beendete dort acht Jahre später beim heimischen Salitas Football Club Ouagadougou seine aktive Karriere.

## Nationalmannschaft
Er spielte seit 2003 für die burkinische A-Nationalmannschaft und nahm im selben Jahr auch an der U-20-Weltmeisterschaft teil. 2010 war er beim Vorrundenaus im Afrika-Cup 2010 Stammtorhüter seiner Landesauswahl. Insgesamt absolvierte er in fünfzehn Jahren 48 Länderspiele.

## Erfolge
- Burkinischer Pokalsieger: 2001